# 新渓駅
新渓駅（シンゲえき）は朝鮮民主主義人民共和国黄海北道新渓郡にある、朝鮮民主主義人民共和国鉄道省の駅である。

## 隣の駅
朝鮮民主主義人民共和国鉄道省
青年伊川線
砧橋駅 - 新渓駅 - 丁峰駅